# Илдефонс Серда
Илдефонс Серда и Суњер (кат. Ildefons Cerdà i Sunyer, шп. Ildefonso Cerdá y Suñer, Сентељес, 23. децембар 1815 – Калдас де Бесаја, 21. август 1876), такође познат и као Илдефонсо Серда и Суњер на шпанском, био је прогресивни каталонски и шпански урбанистички планер, који је осмислио "проширење" Барселоне из 19. века под називом Ешампле. Био је оснивач модерног планирања градова и сковао је нову реч “урбанизација”.

## Биографија
Серда је рођен у Сентељесу, у Каталонији, у Шпанији, 1815. године. Учио је за инжењера грађевине у Школи за инжењере грађевина, канала и лука у Мадриду. Живео је у разним градовима у Шпанији пре него што се задржао у Барселони 1848. године и оженио Клотилдом Бош. Након смрти своје браће, Серда је наследио породично богатство и напустио државну службу. Заинтересовао се за политику и проучавање урбанистичког планирања.
Када је тадашња влада коначно попустила под јавним притиском и дозволила да се бедеми Барселоне сруше, схватио је потребу за планирањем проширења града, како би оно постало ефикасно место у коме би могло складно да се живи, за разлику од закрченог старог града у оквиру бедема, који је био склон епидемијама. Када није успео да нађе адекватна референтна дела, сам је започео посао прављења таквог дела од нуле и назвао га је Енсанче или Ешампле, позајмљујући неколико технолошких идеја од својих савременика како би направио јединствени и потпуно модерни интегрисани концепт који је био пажљиво осмишљен.
Наставио је да ствара пројекте и побољшава постојеће дизајнове током свог животног века, као и да развија своје теорије везане за шире планске контексте (на нивоу регионалног планирања). Током тог процеса, изгубио је сво породично наследство и умро је 1876. године као сиромах у великим дуговима, будући да никада није плаћен за своје главно ремек-дело, осмишљавање Барселониног Ешамплеа.

## Достигнућа
Серда је био вишестран човек, који је, у походу за својом визијом, напустио стабилан посао у грађевини, кандидовао се на изборима и постао члан Кортеса (шпанског парламента). Тамо је учествовао у прављењу корисних закона, саставио је детаљну топографску мапу окружења Барселоне и написао је теоретске трактате као подршку за све своје веће пројекте планирања. Заправо је сковао неколико значајних речи на шпанском језику, укључујући и urbanización (урбанизација).

## Приступ
Серда се фокусирао на кључне потребе: превасходно, потребу за светлошћу, природним осветљењем и вентилацијом у становима (на њега је драстично утицао санитарни покрет), потребу за зеленишом у окружењу људи, потребу за ефективним системом одлагања отпада укључујући добру канализацију, као и потребу за беспрекорним кретањем људи, добара, енергије и информација.
Његов дизајн је представљао приступ оријентисан на мреже далеко испред свог времена. Распоред улица и мрежни план су оптимизовани да осигурају место за пешаке, кочије, трамваје на коњску вучу, урбане железничке линије (до тада непознате), гасовод и канализацију великог капацитета како би се спречила честа плављења, али без запостављања јавних и приватних вртова и осталих кључних погодности. Најновије техничке иновације су инкорпориране у његов дизајн, како би могле да допринесу побољшању интеграције, али је и сам осмишљавао нове значајне концепте, укључујући логички систем прилагођавања земљишта који је био од суштинског значаја за успех његовог пројекта, а спровео је и темељну статистичку анализу тадашњих услова радничке класе, како би демонстрирао последице закрчености.

## Контроверза
Његов план за Барселону је прошао кроз две велике измене; друга верзија, коју је одобрила тадашња шпанска влада, и даље је препознатљива у изглеу данашњег Ешамплеа, мада су ниску спратност зграда и вртове у сваком градском блоку избацили политичари који су попустили због имовинске спекулације. Поред тога, само једна од две планиране дијагоналне улице је на крају реализована. Културално, Ешампле је био (и и даље јесте) настањен имућнијима, уместо што је интегрисао друштвене класе.
Многе каталонске архитекте његовог времена су били против Сердиних идеја, па су га чак оптуживали за промовисање социјализма; на крају су ипак они дизајнирали модернистичке фасаде које су прославиле ову четврт.

## Значајна дела
- Teoría de la Construcción de Ciudades ("Теорија изградње градова", 1859), написано као подршка свом прелиминарном пројекту из 1855. године за проширење Барселоне.
- Teoría de la Viabilidad Urbana y Reforma de la de Madrid ("Теорија урбане одрживости и реформе Мадрида", 1861), као подршка за његове дизајнове за реформу унутрашњег града за престоницу Шпаније.
- Teoría del Enlace del Movimiento de las Vías Marítimas y Terrestres ("Теорија повезивања кретања на копненим и морским путевима", 1863), као пратња Прелиминарном пројекту за интермодални систем пут-железница-море у луци Барселоне
- Teoría General de la Urbanización ("Генерална теорија урбанизације", 1867), као подршка његовом пројекту проширења Барселоне из 1859. године.
- Teoría General de la Rurización ("Генерална теорија рурализације")